# Pripjat
Pripjat je německá thrash metalová kapela z Kolína nad Rýnem založená roku 2011.
Debutové studiové album Sons of Tschernobyl vyšlo v roce 2014 u hudebního vydavatelství Bret Hard Records.

## Historie
Kapela byla založena v roce 2011 Kirillem Gromadou (zpěv, kytara), Eugenem Lyubavskym (kytara), Michaelem Thomerem (basová kytara) a Yannikem Bremerichem (bicí).
Své jméno dostala podle ukrajinského města Prypjať, které se po výbuchu jaderné elektrárny Černobyl v roce 1986 stalo městem duchů. Gromada pochází z nedalekého ukrajinského hlavního města Kyjev a Lyubavskyy se narodil pouhý měsíc po katastrofě v ruském Leningradu – dnešním Sankt Petěrburgu, kam jeho matka uprchla z Ukrajiny.
Již po prvním roce působení vydali demo Liquidators, které jim vyneslo smlouvu s místním hudebním vydavatelstvím Bret Hard Records, u kterého poté 14. února 2014 vydali své debutové studiové album Sons of Tschernobyl, které si však kapela sama zaranžovala, zafinancovala i nahrála.

V roce 2018 vyšlo druhé dlouhohrající album Chain Reaction u rakouské firmy NoiseArt Records.

## Diskografie
Demo nahrávky
- Liquidators (2012)

Studiová alba
- Sons of Tschernobyl (2014)
- Chain Reaction (2018)

Split nahrávky
- A Glimpse Beyond (2019) – split CD s ukrajinskou thrash/death metalovou kapelou Hell:On